# Louis de Bourbon (dichter)
Louis Jean Henri Charles Adelberth de Bourbon (Renkum, 27 december 1908 – Arnhem, 8 januari 1975) was een Nederlandse burgemeester, dichter en prozaschrijver.
De Bourbon was een achterkleinzoon van de in 1845 te Delft overleden Franse troonpretendent Karl Wilhelm Naundorff, wiens nazaten – onterecht, zoals later bleek – gerechtigd werden de naam De Bourbon te voeren. Hij was een zoon van Henri Jean Edouard de Bourbon (1867) en Carolina Anna van Kervel (1875).

## Levensloop
De Bourbon studeerde rechten te Nijmegen en behaalde daar in 1933 de meestertitel. Hij publiceerde zijn literaire werk in Het Venster en later in De Gemeenschap, waar hij redacteur van werd. Daarnaast was hij werkzaam in de journalistiek (onder meer in Nederlands Oost-Indië).
Van 1938 tot 1941 was hij burgemeester van Escharen en daarnaast in 1941 nog enkele maanden van Gassel. In 1941 werd hij benoemd tot burgemeester van Oss. Vanwege toenemende onvrede over de maatregelen van de Duitse bezetter nam Bourbon ontslag in 1943. Hij dook onder bij de kunstschilder Jacques van Mourik in Plasmolen en ging in het verzet. De Duitse bezetter veroordeelde hem bij verstek ter dood.
Daags na de bevrijding van Oss (19 september 1944) werd De Bourbon als waarnemend burgemeester van Oss aangewezen. In 1946 trad hij terug en wijdde zich vooral aan de letteren. Hij trouwde met de dochter van de man bij wie hij ondergedoken was geweest, Ity van Mourik.

## Negatief over de afstamming
Door de Leuvense professor Jean-Jacques Cassiman werd in 1998 aangetoond dat Naundorffs DNA niet verwant was met dat van de leden van de Bourbonfamilie of van de Habsburgers. 
Daaruit kon worden geconcludeerd dat Louis de Bourbon, in tegenstelling tot wat hij zelf en zijn familie dachten, geen nazaat van Lodewijk XVI was.